# Tratado dos Cedros
O Tratado dos Cedros (em inglês:  Treaty of the Cedars) foi um acordo celebrado no rio Fox, a oeste do que é hoje a aldeia de Little Chute, Wisconsin, em 3 de setembro de 1836.[carece de fontes?]
Nos termos do tratado, a nação indiana Menominee cedia aos Estados Unidos cerca de 4000000 hectares (16000 km²) de terra por 700 000 dólares. No Wisconsin, as cidades de Marinette, Oconto, Appleton, Neenah, Menasha, Oshkosh, Wausau, Wisconsin Rapids, e Stevens Point estão hoje dentro desta área.